# ديريك فراي
ديريك فراي (بالإنجليزية: Derek Frye)‏ هو لاعب كرة قدم ومدرب كرة قدم بريطاني في مركز الهجوم، ولد في 2 فبراير 1956 في Irvine, North Ayrshire ‏ في المملكة المتحدة. لعب مع دندي يونايتد وكوين أوف ساوث ونادي آير يونايتد ونادي أردريونيانز ونادي كلايد ونادي كيلمارنوك.